# 麥氏鬍鯰
麥氏鬍鯰，為輻鰭魚綱鯰形目塘虱魚科的其中一種，被IUCN列為極危保育類動物，分布於非洲喀麥隆西北部的湖泊，體長可達36公分，棲息在湖泊，屬肉食性，以魚類及昆蟲等為食。

## 扩展阅读
維基物種上的相關：麥氏鬍鯰